# Gymshark
Gymshark est une entreprise anglaise du secteur l'industrie textile, spécialisée dans la conception et la distribution de vêtements et accessoires de sport pour la musculation et le fitness, fondée en 2012 par Ben Francis et Lewis Morgan et aujourd'hui basée à Solihull dans les Midlands de l'Ouest. L'entreprise a été popularisée auprès de la génération Y sur les réseaux sociaux.

## Historique
Benjamin Francis a créé la marque Gymshark alors qu'il était étudiant en deuxième année de commerce à l'Université Aston avec l'aide de son ami Lewis Morgan mais ce dernier quitte la direction de l'entreprise en 2016 pour se consacrer à d'autres projets,. Depuis sa création, l'entreprise connait une croissance considérable. En effet, son chiffre d'affaires a triplé en deux ans, passant de 12.7 millions de livres sterling en 2016 à 40,5 millions en 2017. En conséquence de cette forte croissance, son siège social, auparavant basé à Redditch, change en avril 2018, passant à Sollihul où il peut accueillir jusqu'à 450 nouvelles personnes tandis que l'entreprise compte recruter 150 nouveaux employés entre avril 2018 et avril 2019 pour soutenir l'économie locale et nationale. De plus, elle compte se développer au niveau international, notamment en Chine, au Japon, au Brésil et en Russie.  

## Spécificités
L'entreprise dispose d'un point de vente matériel à Londres, ouvert en 2022, et ouvre régulièrement des magasins éphémères dans plusieurs villes en présence des sportifs qu'elle parraine, comme à Londres (Royaume-Uni) en août 2017, à Paris (France) en octobre 2017,, à Melbourne (Australie) en mars 2018 et à Dublin (Irlande) en juin 2018,.  